# Медведево (Сидоровське сільське поселення)
Медве́дево (рос. Медведево) — присілок у складі Грязовецького району Вологодської області, Росія. Входить до складу Сидоровського сільського поселення.

## Населення
Населення — 8 осіб (2010; 13 у 2002).
Національний склад (станом на 2002 рік):
- росіяни — 92 %